# Dean Court
Dean Court, conocido como Vitality Stadium por razones de patrocinio, es un estadio de fútbol ubicado en la ciudad de Bournemouth, Inglaterra. El recinto inaugurado en 1910 y reconstruido en 2001 es propiedad del club AFC Bournemouth y posee una capacidad para 12 000 espectadores aproximadamente.

## Historia
El estadio fue inaugurado en 1910 y fue nombrado Dean Court en honor a la familia Cooper-Dean, que donó los terrenos donde se levantó el estadio. En 2001, el estadio fue renovado completamente e incluyó el giro de la cancha en 90° con respecto a su sentido anterior. El nuevo estadio tiene gradas en tres lados del campo, aunque en el año 2005 se agregó una grada temporal construida en el cuarto lado. El primer partido después de la reconstrucción se llevó a cabo entre el AFC Bournemouth y el Wrexham FC el 10 de noviembre de 2001.

### Patrocinadores
Desde 2001 el estadio por razones de diversos patrocinadores ha adoptado los nombres de Fitness First Stadium (2001-2010), Classic Eyes Stadium (2010–2011), Seward Stadium (2011–2012), Goldsands Stadium (2012–2015) y desde 2015 y por un periodo de tres años Vitality Stadium. Aun así, sigue siendo conocido entre los habitantes de Bournemouth como Dean Court. 

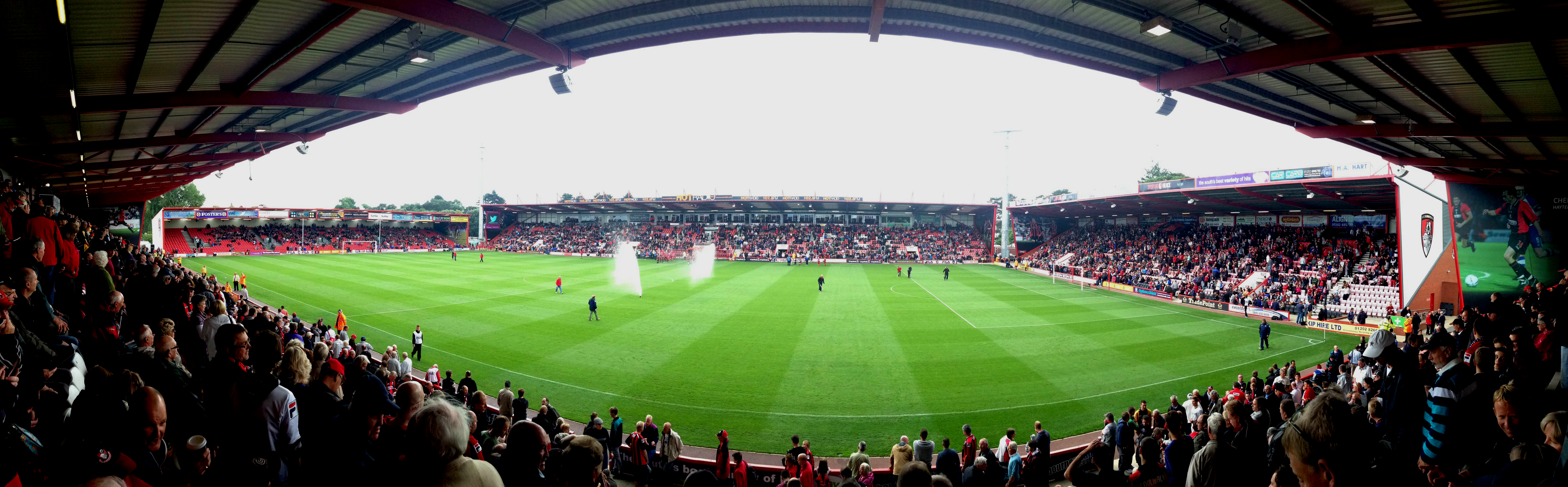
Imagen panorámica del estadio.